# Miguel Basulto
Juan Miguel Basulto Medina (ur. 7 stycznia 1992 w Ocotlán) – meksykański piłkarz występujący na pozycji środkowego obrońcy, od 2021 roku zawodnik kostarykańskiego Herediano.

## Kariera klubowa
Basulto jest wychowankiem akademii juniorskiej klubu Chivas de Guadalajara, do którego pierwszego zespołu został włączony w wieku dwudziestu jeden lat przez szkoleniowca Benjamína Galindo. W Liga MX zadebiutował 11 stycznia 2013 w przegranym 0:2 spotkaniu z Santosem Laguna, jednak pełnił wyłącznie rolę głębokiego rezerwowego, notując sporadyczne ligowe występy. Wobec tego w styczniu 2014 udał się na półroczne wypożyczenie do drugoligowego rywala zza miedzy – Universidadu de Guadalajara, gdzie również nie potrafił sobie wywalczyć miejsca w składzie, lecz na koniec rozgrywek 2013/2014 awansował z tą ekipą do najwyższej klasy rozgrywkowej. Bezpośrednio po tym został wypożyczony po raz kolejny – tym razem do drugoligowego Deportivo Tepic, w którego barwach spędził rok jako podstawowy zawodnik, w jesiennym sezonie Apertura 2014 docierając do finału rozgrywek Ascenso MX. Po powrocie do Chivas, w sezonie Apertura 2015, zdobył natomiast puchar Meksyku – Copa MX, wciąż będąc jednak na ogół rezerwowym.
W 2016 roku Basulto wywalczył z Chivas superpuchar Meksyku – Supercopa MX.
| Sezon     | Klub                       | Kraj   | Rozgrywki  | Mecze | Bramki |
| --------- | -------------------------- | ------ | ---------- | ----- | ------ |
| 2012/2013 | Chivas de Guadalajara      | Meksyk | Liga MX    | 4     | 0      |
| 2013/2014 | Chivas de Guadalajara      | Meksyk | Liga MX    | 1     | 0      |
| 2013/2014 | Universidad de Guadalajara | Meksyk | Ascenso MX | 6     | 0      |
| 2014/2015 | Deportivo Tepic            | Meksyk | Ascenso MX | 24    | 1      |
| 2015/2016 | Chivas de Guadalajara      | Meksyk | Liga MX    | 5     | 0      |
| 2016/2017 | Chivas de Guadalajara      | Meksyk | Liga MX    |       |        |

## Kariera reprezentacyjna
W 2009 roku Basulto został powołany przez trenera José Luisa Gonzáleza Chinę do reprezentacji Meksyku U-17 na Mistrzostwa Świata U-17 w Nigerii. Tam miał niepodważalne miejsce w wyjściowym składzie i rozegrał wszystkie cztery spotkania w pełnym wymiarze czasowym, a ponadto strzelił gola w konfrontacji fazy grupowej z Brazylią (1:0), który zapewnił jego kadrze prestiżowe zwycięstwo. Meksykanie odpadli ostatecznie z juniorskiego mundialu w 1/8 finału, ulegając w nim po serii rzutów karnych Korei Płd. (1:1, 3:5 k.).